# Caphornia
Caphornia é um gênero de traça pertencente à família Arctiidae.